# Ernst Krenek

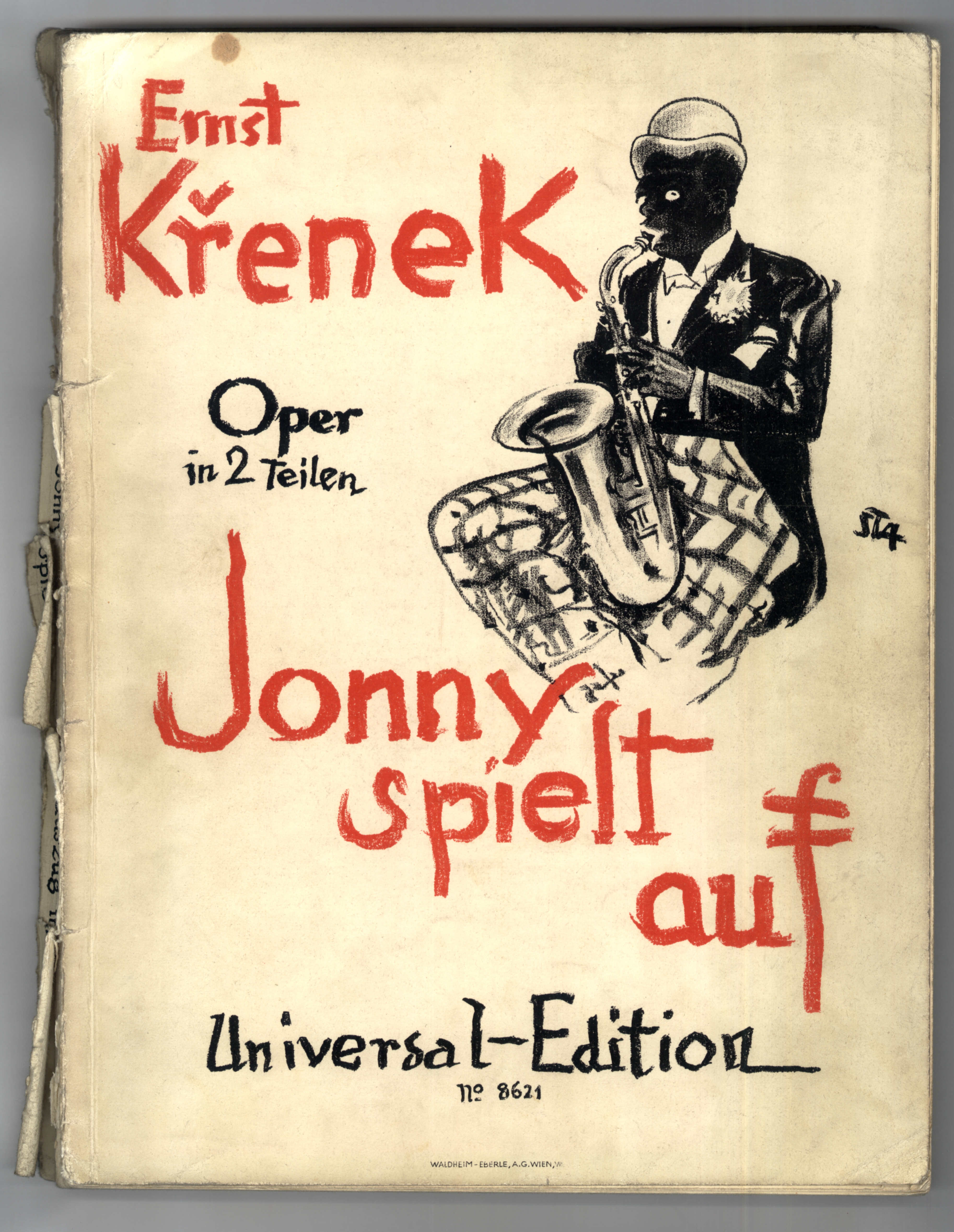
Titelsida till Jonny spielt auf av Ernst Krenek

Ernst Krenek, född  23 augusti 1900 i Wien, Österrike-Ungern, ursprungligen med namnet Křenek, död 22 december 1991 i Palm Springs, Kalifornien, var en nordamerikansk kompositör av böhmiskt ursprung. Krenek kom att bli en av 1900-talsmodernismens främsta företrädare.

## Biografi
Krenek studerade för Franz Schreker i Wien och flyttade 1920 till Berlin när Schreker blev professor där. Han var på 1920-talet en av de mest uppmärksammade modernisterna, men blev på 1930-talet mer lik Paul Hindemith och mindre radikal, ofta med ett tydligt parodiskt drag. Ernst Krenek skapade operor, symfonier och kammarmusik, bland hans många operor märks särskilt jazzoperan Jonny spielt auf (1927).
Krenek emigrerade till USA 1938 och var lärare vid en rad universitet och gav ut flera böcker om musik.

## Verk

### Operor i urval
- Zwingburg (1922)
- Der Sprung über den Schatten (1923)
- Orpheus und Eurydike (1923)
- Jonny spielt auf (Jonny spelar upp) jazzopera (1925-1926)
- Der Diktator (Diktatorn) (1926)
- Das geheime Königreich (Det hemliga kungariket) (1926-1927)
- Schwergewicht oder Die Ehre der Nation (Tungvikt eller Nationens ära) (1927)
- Leben des Orest (1928-1929)
- Karl V (1930-1933)
- Cefalo e Procri (1933-1934)
- Tarquin (1940)
- What Price Confidence? (1945-1946)
- Dark waters (1950)
- The Bell Tower (1957)
- Pallas Athene weint (1955)
- Sardakai (1970)

### Baletter
- Mammon (1925)
- Der vertauschte Cupido (1925)
- Eight-columne line (1939)

### Skådespelsmusik
- Vom lieben Augustin (1925)
- Der Triumph der Empfindsamkeit (1926)
- En midsommarnattsdröm (1926)
- Marlborough's s'en va-t-en guerre marionettspel (1927)

### Symfonier
Fem symfonier 1921-1949 : Symfoni för blåsare och slagverk (1924-1925) ; Kleine Symphonie (1928)

### Annan orkestermusik
2 concerti grossi ; Symphonische Musik ; 7 Orchesterstücke ; Potpurri ; Thema und 13 Variationen (1937) ; Symphonisches Stück ; Campo Marzio ; I wonder ; Tricks and trifles ; Sinfonische Elegie (1946)
Konserter för 2 pianon ; violinkonsert ; concertino ; Kleines Konzert med flera

### Körverk och kantater
- Kleine Kantate (1927)
- Kantate von der Vergänglichkeit des Irdischen (1932)
- Cantata for wartime (1943)

### Kammarmusik
7 stråkkvartetter ; 2 violinsonater ; trio ; serenad ; sonatin ; Kleine Suite ; altviolinsonat ; violoncellsvit

### Pianoverk
4 bagateller ; 5 sonater ; 5 sonatiner ; 2 sviter ; 17 Klavierstücke ; Hurrican cariations (1944) ; George Washington variations (1950).